# فریکروم
فریکروم (به انگلیسی: Ferrichrome) با فرمول شیمیایی C۲۷H۴۲FeN۹O۱۲ یک ترکیب شیمیایی با شناسه پاب‌کم ۲۷۴۲۴ است. که جرم مولی آن ۷۴۰٫۵۲ g/mol می‌باشد. 